# 俺のスカート、どこ行った?
『俺のスカート、どこ行った?』（おれのスカート、どこいった？）は、日本テレビ系「土曜ドラマ」で2019年4月20日から6月22日まで放送されていたテレビドラマ。主演は古田新太。通称『俺スカ』。

## あらすじ
「ダイバーシティ」宣言を掲げた私立豪林館高校が舞台の学園ドラマ。
原田のぶおは、同校に赴任した52歳のゲイで女装家の高校教師であり、同校の2年3組担任でもある。だが、数学教師の長井あゆみは「私に任せていただければ、偏差値を10上げてみせます」という確固たる信念に基づき指導し、自分の理想とかけ離れた教育を施すのぶおと衝突を繰り返すことに。さらに2年3組クラスメイトの明智秀一や東条正義、若林優馬の3人ものぶおと衝突を繰り返すのだった。

## キャスト

### 主要人物
原田のぶお〈52〉
演 - 古田新太（中学生時代 - 若林時英、過去編 - 木戸邑弥）
本作の主人公。第1話で2年3組の担任になる。女装家の現代文教師。
校長が原田の店のバーの客であった為、頼まれたからだと就任直後に言っているが、実はゲイバーを経営する前に教師をしていたことがある。
長井が8時25分に門を閉めるため、「8時40分に門が閉まっていたらぶっ壊す!」と彼女に宣言し、実行した。第2話からチアダンス部の顧問の代理を務める。
第9話で2年3組の生徒・明智に暴力を振るったという動画が流出した為、マスコミに取り上げられるまでの騒動に発展し、自宅謹慎の処分となった。しかし、長井の計らいと矢野の虚偽情報漏洩行為だと発覚したことにより終盤で復帰した。それと同時に2年3組の生徒に自主退職することを報告し、教員を退職した。
長井あゆみ〈34〉
演 - 松下奈緒
数学教師・生活指導担当。
学校の偏差値を上げるべく、日々奮闘している。完全主義であるため、大雑把で適当な原田とはしばしば衝突することがあった。

### 豪林館学園高校教職員
里見萌〈24〉
演 - 白石麻衣（乃木坂46）
世界史教師。
教師になることを夢見ていたが、実際の教育現場を目の当たりにし、心がやさぐれてしまった。原田には好意を持っている様子。過激な発言をしたり、当たりが極端にきついことがある。
田中みちる〈32〉
演 - 桐山漣
日本史教師・2年3組副担任。原田に振り回されてばかりのかませ犬的存在。
矢野伸也〈55〉
演 - 小市慢太郎
古文教師。
第9話中盤で寺尾が校長を辞任した際、後を任される。しかし虚偽情報を流出させた黒幕だったことが発覚し、第9話終盤にて退職処分となった。最終話にて復帰した模様。
広田誠〈39〉
演 - じろう（シソンヌ）
英語教師・カバディ部顧問。学年主任のポストを狙っている模様。
古賀健太〈45〉
演 - 荒川良々
生物教師・天文部顧問。生物学の研究者として生計を立てることが困難になり、教員免許を取った模様。
庄司雅俊〈45〉
演 - 大倉孝二
保健体育教師・2年学年主任。先述の広田、古賀に対して度々ツッコミを入れる。しかし最終話で、卒業式当日にスーツを忘れてしまうという抜けた一面も見せた。
佐川天音〈28〉
演 - 大西礼芳
養護教諭。校内唯一の癒しとなっている。
岡田三四郎〈29〉
演 - 田野倉雄太
美術教師。矢野とのおしゃべりを安らぎとする元・芸術家志望。
須長伝次〈23〉
演 - 中川大輔
化学教師。祖父・父と三代に渡って化学教師をしている模様。
寺尾綴〈58〉
演 - いとうせいこう
校長。
第9話中盤で原田の暴力動画が問題になったことを受けて辞任した。しかし騒動の黒幕が矢野だと判明した後、第9話終盤で復帰した。

### 豪林館学園高校2年3組男子生徒
明智秀一
演 - 永瀬廉（King & Prince）
クラスのリーダー的存在。東条たちと原田が学校を辞めるかどうか賭けをしたりして反抗していたが、あるきっかけで彼を見る態度を変えた。
東条正義
演 - 道枝駿佑（なにわ男子 / 関西ジャニーズJr.） 
最初は原田にかなり反抗的だったが彼の奮闘ぶりを見て徐々に協力的になっていった。
若林優馬
演 - 長尾謙杜（なにわ男子 / 関西ジャニーズJr.)）
人と接するのが苦手で、当初はマスクをし続けた。クラスで最初の原田の理解者となった。
光岡慎之介
演 - 阿久津仁愛
幼い弟妹の世話をする為、2年始業時点では不登校だったが後に復帰。
牛久保元
演 - 須藤蓮
明智グループの一員 で、無気力気味の男子。3話にて、原田に音読を何回もやらされた。
駒井和真
演 - 堀家一希
明智グループの一員。4話で自分の為に頭を下げた原田に恩を感じている。
一之森純
演 - 河野紳之介
明智グループの一員。文化祭ではナースのような女装をした。
花沢将吾
演 - 中西南央
明智グループの一員。グループ内では小柄な方。
吉良北斗
演 - 黒田照龍
天文部所属のオタク男子。文化祭では高槻、姫路とともにアクション系ヒロインのような女装をした。
高槻蓮
演 - 眞嶋秀斗
カバディ部所属のメガネのオタク男子。堀江に片思いしていたらしく、文化祭のメインイベント「青春の主張」で告白した（しかしフラれた）。
姫路隼太
演 - 次も大塚
カバディ部所属のオタク男子。文化祭ではアクション系ヒロインのような女装をした。
大鳥春樹
演 - 富園力也
明るい髪色の男子。前の席の清武とはクラス唯一の公認カップル。
岩木遊太郎
演 - 兼高主税
ツーブロックのスポーツ男子。
唐津天心
演 - 吉田翔
小柄な体格のスポーツ男子。
彦根大輝
演 - 葵揚
坊主頭のスポーツ男子。文化祭で女装する際もカツラを被っていなかった。

### 豪林館学園高校2年3組女子生徒
川崎結衣
演 - 髙橋ひかる
チアダンス部所属。大会直前に足を捻挫してしまい、その時お世話になった原田と親しくなる。東条と幼馴染で仲が良い。
今泉茜
演 - 竹内愛紗
不登校だった光岡とは以前から仲良くしていた模様。
堀江もも
演 - 箭内夢菜
チアダンス部所属。黒いパーカーを着ているポニーテールの女子。
江口寿美江
演 - 秋乃ゆに
姫カットの女子。里見に漫画を借りており、帯を失くしてもあっけらかんとしていた。
小松紗綾香
演 - 宇田彩花
チアダンス部所属。茶髪ショートの長身女子。ベージュ色のベストを着ている。
小田原エマ
演 - 宮野陽名
ストレートのワンレングスロングヘア。川崎や今泉同様、クラスの女子ではリーダー格に属する。
太田茉莉
演 - 松永有紗
チアダンス部所属。紺色のジャージを着ている茶髪ボブカットの女子。
鶴ヶ丘芙実
演 -横島ふうか
外ハネのボブカット。里見に漫画を借りている。
山吹琴音
演 - 西村瑠香
三つ編みの女子。里見に漫画を借りている。
波賀麻里亜
演 - 染野有来
ウェーブのかかったワンレングスが特徴。里見に漫画を借りている。
清武すずめ
演 - 国府田聖那
後ろの席の大鳥とはクラス唯一の公認カップル。
滝山七海
演 - 前川歌音
ワンレングスでお団子髪のメガネ女子。
長浜むぎ
演 - 宮部のぞみ
後ろで束ねた髪型をしている真面目女子。
茂木朱里
演 - 菊池和澄
隣の席の光岡にカンニングされたボブカットの女子。文化祭では「青春の主張」の受付係をしていた。
湯浅楓
演 - 松村キサラ 
ロングヘアで前髪ぱっつんのメガネ女子。長浜と親しい模様。

### その他
- 原田糸〈21〉 - 片山友希（幼少期 - 鈴木結和）

美術大学の４年生。
母を早くに亡くし、ゲイで女装家の父のぶおに育てられる。のぶおにとっては、娘であり、妻であり、母親のような存在。
最終話で安岡とウィンザーと一緒に海外旅行。
- 安岡一道〈25〉 - 伊藤あさひ

東大出身。官公庁勤務のエリート。糸の元彼氏。
一年ほど付き合って後に糸とは別れているが、のぶおを心の師と仰ぎ、原田家に入り浸っている。
- ウィンザー- 三浦ロディ（第5話 - 最終話）

糸の彼氏。

### ゲスト
第2話
- 戸塚（チアダンス部前顧問。産休中） - 平岩紙
- 原田の旧友 - ブルボンヌ
- チアダンス部員 - 森田愛生、その他多数

第3話
- 光岡弘子（光岡の母） - 須藤理彩
- 光岡君太（光岡の弟） - 鈴木楽
- 光岡心菜（光岡の妹） - 鈴木誉
- 君太と心菜が通う保育園の保育士 - 平栗里美

第4話
- 魚住（探偵事務所所長、職業体験の受け入れ企業） - 前野朋哉
- 豆子（魚住の祖母） - 稲川実代子
- 日の出製作所の工場長（職業体験の受け入れ企業） - 岡部たかし
- 葛西（日の出製作所の従業員） - 中村無何有
- アパレル店員 - 鈴木優華
- アパレル店の客 - 隅田杏花

第5話
- 山上愛理（東条と顔見知りの2年1組の生徒） - 田辺桃子
- 広田くるみ（広田の妻） - 村上寿子

第6話
- 里見靖夫（里見の父） - 小木茂光
- 里見の母 - 田中ヒロコ
- 財前拓也（里見の婚約者・医師） - 戸塚純貴
- ブライダルスタッフ - 押元奈緒子
- 明智純一（明智の父） - 板尾創路（第7話）

第7話　
- 佐藤巧（明智純一の会社の従業員） - 敬太
- 明智の母 - 芳野友美

第9話
- 松坂（原田の恩師） - 高橋努
- 崎山（アイドル・ニュース番組「アサップ」コメンテーター） - 永尾まりや
- ニュース番組「アサップ」キャスター - 安東弘樹
- ニュース番組「アサップ」コメンテーター - 登坂淳一
- カナコ（中学時代原田が振った3組の生徒） - 麻生結愛花

最終話
- 庄司瑞希（庄司の妻） - 高村凛

## スタッフ
- 脚本 - 加藤拓也
- 音楽 - 井筒昭雄
- 主題歌 - ザ・コインロッカーズ「憂鬱な空が好きなんだ」（ワーナーミュージック・ジャパン）[15]
- キャラクター（原田のぶお）監修 - ブルボンヌ、白川大介[注 3]
- 制作協力 - 日テレアックスオン
- チーフプロデューサー - 池田健司
- プロデューサー - 大倉寛子、茂山佳則
- IPプロデューサー - 植野浩之
- 演出 - 狩山俊輔、水野格、茂山佳則
- 制作著作 - 日本テレビ

## 放送日程
| 話数                                                                        | 放送日  | サブタイトル                                                 | ラテ欄                                           | 演出     | 視聴率 |
| --------------------------------------------------------------------------- | ------- | ------------------------------------------------------------ | ------------------------------------------------ | -------- | ------ |
| 第1話                                                                       | 4月20日 | 原田のぶおが「人間として当たり前」のことを 教えます!         | 金八、ヤンクミを超える!? ヤバい高校教師出現!     | 狩山俊輔 | 10.9%  |
| 第2話                                                                       | 4月27日 | ブラック部活発覚! 原田がチアダンス部の顧問を担当することに。 | 話題沸騰の教師がブラック部活に喝! 涙の救出劇!    | 狩山俊輔 | 09.7%  |
| 第3話                                                                       | 5月04日 | 不登校問題… そしてカンニング騒動が起きて…。                  | 母思い高校生が不正! 集団カンニングVS型破り教師   | 狩山俊輔 | 07.9%  |
| 第4話                                                                       | 5月11日 | 生徒たちが職場体験実習で トラブル!?                          | 教師が探偵!? 職業体験で反乱する生徒と決死の謝罪  | 水野格   | 08.6%  |
| 第5話                                                                       | 5月18日 | 原田のぶおが恋愛プロデュース!?                               | オクテ男子に恋のプロデュース大作戦! 涙の告白!    | 茂山桂則 | 08.5%  |
| 第6話                                                                       | 5月25日 | 授業参観に謎の父親が登場! 教師の結婚事情!?                   | のぶおがバージンロードに乱入 涙の花嫁救出作戦!!  | 水野格   | 07.3%  |
| 第7話                                                                       | 6月01日 | 退学届の真実!? のぶおが父親からの前代未聞の救出劇!!          | 退学届の真相… 父親と涙の決戦信頼と絆のパンチ!    | 狩山俊輔 | 08.5%  |
| 第8話                                                                       | 6月08日 | 文化祭で衝撃のカミングアウト!!                               | 文化祭で女装!! 先生の衝撃のカミングアウトで号泣… | 水野格   | 07.9%  |
| 第9話                                                                       | 6月15日 | のぶおがネット炎上で学校を追放!? 生徒たちが立ち上がる!!      | 大炎上! 追放! 暴力動画の真相恩師に娘…壮絶過去    | 狩山俊輔 | 08.9%  |
| 最終話                                                                      | 6月22日 | のぶおの最後の授業、そして卒業式…                            | 死ぬまでにやりたかった卒業式… 号泣のじゃあね     | 狩山俊輔 | 08.7%  |
| 平均視聴率 8.7%（視聴率はビデオリサーチ調べ、関東地区・世帯・リアルタイム） |         |                                                              |                                                  |          |        |

- 全話とも、22:00 - 22:54に放送。